# Nicandro Díaz González
Nicandro Díaz González (Monterrey, Nuevo León, 7 de agosto de 1963-San Miguel de Cozumel, Quintana Roo, 18 de marzo de 2024) fue un productor de televisión mexicano de telenovelas realizadas por TelevisaUnivision —de Grupo Televisa— y productor de teatro.

## Carrera profesional
Comenzó su trayectoria profesional como asistente de producción en las telenovelas de Valentín Pimstein: Monte Calvario y Rosa salvaje. Muy pronto siguen Mi segunda madre, Simplemente María, La pícara soñadora y Carrusel de las Américas, donde tuvo el cargo como coordinador de producción.
En 1996 obtiene el cargo como productor asociado en la telenovela de Lucero Suárez Para toda la vida. Su trabajo continua con Pedro Damián en Mi pequeña traviesa y Preciosa.
Su trayectoria como productor ejecutivo comenzó en 1998, con una de las primeras telenovelas de Televisa Niños, Gotita de amor. En 1999 sigue con su primera telenovela juvenil, Alma rebelde. Con Carita de ángel (2000) y ¡Vivan los niños! (2002), versión de Carrusel, llegó a ser un conocido productor de telenovelas para niños. En 2004 trabajo con Roberto Hernández Vázquez en Corazones al límite.
Desde 2005 produce telenovelas para horarios vespertinos. La primera fue Contra viento y marea, nueva versión de la telenovela venezolana La loba herida (Venezuela) producida en 1992 y ahora protagonizada por Marlene Favela y Sebastián Rulli.
Con Destilando amor, en 2007, entra al horario estelar. Dicha telenovela protagonizada por Angélica Rivera y Eduardo Yáñez, es la nueva versión de la telenovela colombiana Café, con aroma de mujer de 1994, hecha ya una vez en México bajo el nombre de Cuando seas mía en 2001. La telenovela alcanzó el éxito esperado siendo reconocida y nominada en los Premios TVyNovelas 2008 por primera vez siendo la ganadora.
En 2008 produjo la telenovela Mañana es para siempre, protagonizada por Silvia Navarro y Fernando Colunga, una adaptación de la telenovela colombiana Pura sangre de 2007 que tuvo un gran éxito internacional.
En 2010 produce la telenovela Soy tu dueña con Lucero y Fernando Colunga.  nueva versión de la telenovela La dueña producida en 1995 por Florinda Meza.
En 2012 produce Amores verdaderos con Erika Buenfil y Eduardo Yáñez. Es la nueva versión de la telenovela argentina Amor en custodia de 2005, hecha también ya una vez en México con el mismo nombre en 2005 también.
En 2014 produce la telenovela Hasta el fin del mundo protagonizada por Marjorie de Sousa y David Zepeda.
En 2017 produce la telenovela de corte cómico El Bienamado, adaptación de la telenovela brasileña del mismo nombre con Jesús Ochoa.
En 2018 produce su telenovela de corte juvenil y cómico respectivamente Hijas de la luna, nueva versión de la telenovela colombiana Las Juanas, protagonizada por Michelle Renaud y Danilo Carrera.
Produjo la telenovela de corte cómico La mexicana y el güero, adaptación de la telenovela chilena Cómplices, protagonizada por Itatí Cantoral, Juan Soler y Luis Roberto Guzmán.

## Vida privada
Estuvo casado con Cynthia Marisol Butrón Contreras durante veinte años (2000-2020), de la que se divorció el 14 de diciembre de 2023; de esa unión nacieron sus tres hijos: Nicandro (12/8/2001), Victoria (29/4/2004) y Sebastián (23/7/2007).
Entre 2021 y 2024 mantuvo una relación sentimental con la actriz Mariana Robles Ortiz.

## Accidente y muerte
Nicandro Díaz falleció a los 60 años de edad en el Hospital Médica San Miguel de Cozumel, Quintana Roo, el 18 de marzo de 2024, tras haber sufrido un accidente de motocicleta alrededor de las 19:30 EST del día anterior al tratar de esquivar un animal. El productor que viajaba con su pareja en el momento del accidente, sufrió una policontusión y fue auxiliado por los paramédicos y trasladado a la Hospital Médica San Miguel de Cozumel en código amarillo, donde finalmente falleció a causa de un choque hipovolémico a raíz de un trauma esplénico originado por la rotura del bazo. En sus redes sociales solicitaban donadores de sangre unas horas antes de su deceso.

### Homenajes
Tras anunciarse su partida en el programa Hoy, los diferentes canales de TelevisaUnivision en México pasaron a mostrar un lazo negro debajo de los logotipos en pantalla, así como en las diferentes cabeceras de sus cuentas en redes sociales, pasaron a mostrar un fondo negro con la imagen de Díaz.[cita requerida]
El 21 de marzo de 2024, tras el funeral oficiado en Gayosso de Félix Cuevas en Ciudad de México a las 10:00 de la mañana CST, a las 12:00 del mediodía, Grupo Televisa organizó una misa en su honor en las instalaciones de los estudios de Televisa San Ángel y en la Plaza de las Estrellas, a la que asistieron amigos, intérpretes y gente de producción de los diferentes proyectos llevados a cabo en sus 38 años en la televisora.

## Filmografía
| Año       | Título                   | Cargo                                               | Notas                                |
| --------- | ------------------------ | --------------------------------------------------- | ------------------------------------ |
| 1986      | Monte Calvario           | Asistente de producción                             |                                      |
| 1987–1988 | Rosa salvaje             | Asistente de producción / Coordinador de producción | Telenovela, 1° parte / 2° y 3° parte |
| 1989      | Mi segunda madre         | Coordinador de producción                           |                                      |
| 1989–1990 | Simplemente María        | Coordinador de producción                           | Telenovela, 2° parte                 |
| 1991      | La pícara soñadora       | Coordinador de producción                           |                                      |
| 1992      | Carrusel de las Américas | Coordinador de producción                           |                                      |
| 1996      | Para toda la vida        | Productor asociado                                  |                                      |
| 1997–1998 | Mi pequeña traviesa      | Productor asociado                                  |                                      |
| 1998      | Preciosa                 | Productor asociado                                  | Telenovela, 1° parte                 |
| 1998      | Gotita de amor           | Productor ejecutivo                                 |                                      |
| 1999      | Alma rebelde             | Productor ejecutivo                                 |                                      |
| 2000–2001 | Carita de ángel          | Productor ejecutivo                                 |                                      |
| 2002–2003 | ¡Vivan los niños!        | Productor ejecutivo                                 |                                      |
| 2005      | Contra viento y marea    | Productor ejecutivo                                 |                                      |
| 2007      | Destilando amor          | Productor ejecutivo                                 |                                      |
| 2008–2009 | Mañana es para siempre   | Productor ejecutivo                                 |                                      |
| 2010      | Soy tu dueña             | Productor ejecutivo                                 |                                      |
| 2012–2013 | Amores verdaderos        | Productor ejecutivo                                 |                                      |
| 2014–2015 | Hasta el fin del mundo   | Productor ejecutivo                                 |                                      |
| 2017      | El Bienamado             | Productor ejecutivo                                 |                                      |
| 2018      | Hijas de la luna         | Productor ejecutivo                                 |                                      |
| 2020–2021 | La mexicana y el güero   | Productor ejecutivo                                 |                                      |
| 2021–2022 | Mi fortuna es amarte     | Productor ejecutivo                                 |                                      |
| 2022–2023 | Mi camino es amarte      | Productor ejecutivo                                 |                                      |
| 2023–2024 | Golpe de suerte          | Productor ejecutivo                                 |                                      |

## Teatro
Después del éxito obtenido en la televisión el productor Nicandro Díaz y Gerardo Quiroz, llevan al escenario ¡Vivan los niños! El musical al Teatro Metropólitan con las actuaciones de Yolanda Ventura, Raúl Padilla "Chóforo" y todo el elenco infantil.
Debido a la iniciativa del productor de teatro Alejandro Gou de llevar al teatro la telenovela Mi corazón es tuyo, el productor de teatro Gerardo Quiroz en iniciativa con Díaz, proponen hacer un montaje musical como despedida de Hasta el fin del mundo, con la participación de Marjorie de Sousa, David Zepeda, Alejandro Tommasi, Olivia Bucio, Aleida Núñez, Julio Camejo y Miguel Martínez.
En 2019 participa como productor de la obra Aristemo: el musical, basada en la historia de la pareja adolescente gay de la telenovela Mi marido tiene más familia, producida por Juan Osorio, quien también produjo la obra teatral. Esta obra abordó temas de diversidad sexual, inclusión y valores familiares. Fue protagonizada por Emilio Osorio, Joaquín Bondoni, Gabriela Platas, Laura Vignatti, entre otros.

## Premios y nominaciones

### Premios TVyNovelas
| Año  | Categoría             | Telenovela             | Resultado |
| ---- | --------------------- | ---------------------- | --------- |
| 2008 | Mejor telenovela      | Destilando amor        | Ganador   |
| 2009 | Mejor telenovela      | Mañana es para siempre | Nominado  |
| 2011 | Mejor telenovela      | Soy tu dueña           | Nominado  |
| 2013 | Mejor multiplataforma | Amores verdaderos      | Ganador   |
| 2013 | Mejor telenovela      | Amores verdaderos      | Ganador   |
| 2018 | Mejor telenovela      | El Bienamado           | Nominado  |

### Premios INTE
| Año  | Categoría          | Trabajo nominado  | Resultado |
| ---- | ------------------ | ----------------- | --------- |
| 2003 | Telenovela del año | ¡Vivan los niños! | Nominado  |

### Galardón a los Grandes 2011
| Categoría   | Resultado |
| ----------- | --------- |
| Trayectoria | Ganador   |

### Premios Bravo
| Categoría        | Telenovela        | Resultado |
| ---------------- | ----------------- | --------- |
| Mejor telenovela | Destilando amor   | Ganador   |
| Mejor telenovela | Amores verdaderos | Ganador   |

### Premios People en Español
| Año  | Categoría        | Telenovela             | Resultado |
| ---- | ---------------- | ---------------------- | --------- |
| 2009 | Mejor telenovela | Mañana es para siempre | Ganadora  |
| 2009 | Mejor refrito    | Mañana es para siempre | Ganadora  |

### Copa Televisa
| Año  | Categoría        | Telenovela             | Resultado |
| ---- | ---------------- | ---------------------- | --------- |
| 2009 | Mejor telenovela | Mañana es para siempre | Ganadora  |
| 2013 | Mejor telenovela | Amores verdaderos      | Ganadora  |
| 2015 | Mejor telenovela | Hasta el fin del mundo | Ganadora  |

### Asociación de Cronistas de Espectáculos de Nueva York ACE
| Año  | Categoría        | Telenovela             | Resultado |
| ---- | ---------------- | ---------------------- | --------- |
| 2008 | Mejor telenovela | Destilando amor        | Ganadora  |
| 2011 | Mejor telenovela | Soy tu dueña           | Ganadora  |
| 2013 | Mejor telenovela | Amores verdaderos      | Ganadora  |
| 2015 | Mejor telenovela | Hasta el fin del mundo | Ganadora  |

### TV Adicto Golden Awards
| Año  | Categoría                                                   | Telenovela           | Resultado |
| ---- | ----------------------------------------------------------- | -------------------- | --------- |
| 2008 | Mejores locaciones                                          | Destilando amor      | Ganador   |
| 2008 | Mejor Telenovela Mexicana                                   | Destilando amor      | Ganador   |
| 2008 | Premio Especial a la Gran Telenovela del Año                | Destilando amor      | Ganador   |
| 2019 | Mejores Créditos de Entrada                                 | Hijas de la luna     | Ganador   |
| 2022 | Mejor final de una telenovela iniciada el año pasado        | Mi fortuna es amarte | Ganador   |
| 2022 | Mejor telenovela mexicana transmitida en televisión abierta | Mi camino es amarte  | Ganador   |

### Premios Kids' Choice Awards
| Año  | Categoría                       | Telenovela             | Resultado |
| ---- | ------------------------------- | ---------------------- | --------- |
| 2015 | Mejor serie o programa favorito | Hasta el fin del mundo | Ganador   |

- Reconocimiento a la "Gaviota" por la proyección a nivel internacional generada por la telenovela Destilando amor al difundir la cultura de la más mexicana de las bebidas: el Tequila (2007).[48]

- Reconocimiento Alianza Gay Lésbica contra Difamación (GLAAD), Novela sobresaliente, Amores verdaderos (2014).[49]

- Reconocimiento de Asociación Nacional de Locutores de México (2014).[50]

- Reconocimiento de la Revista Q Qué...México por el éxito de Amores verdaderos.[51]

- Reconocimiento SITATYR 2015.[52]

- Reconocimiento de la Revista Q Qué...México por el éxito de Hijas de la luna.[53]

- Premio Nacional Universitario 2020.[54]